# Don't Let Me Down
Don't Let Me Down és una composició de John Lennon per a The Beatles gravada a les sessions anomenades "Get Back" al gener del 1969. Llançada en single com a cara B de Get Back l'onze d'abril de 1969 al Regne Unit, i el 5 de maig als EUA, amb el nom "The Beatles with Billy Preston". La versió editada es va enregistrar el dia 28. Interpretada dues vegades al famós concert del terrat del dia 30, va ser retirada de l'àlbum Let It Be per Phil Spector, però recuperada per Paul McCartney el 2003 en l'àlbum Let It Be... Naked.

## Instrumentació
- John Lennon: Guitarra elèctrica rítmica i veu solista doblada
- Paul McCartney: Baix elèctric i harmonia vocal
- George Harrison: Guitarra elèctrica solista
- Ringo Starr: Bateria
- Billy Preston: Piano elèctric